# Уакона
Уакона, вакона (Wakoná) — мёртвый неклассифицированный индейский язык, который раньше был распространён в штате Алагоас на востоке Бразилии. В 1995 году, по оценкам SIL International, насчитывалось около 500 этнических вакона, ни один из которых не заявил о владении языком как родным. Вакона, возможно, не проживают вместе как группа.